# E401 (trasa europejska)
E401 – trasa europejska biegnąca przez Francję. Zaliczana do tras kategorii B droga łączy Saint-Brieuc z Caen.

## Przebieg trasy
- Saint-Brieuc E50
- Dinan
- Avranches E3
- Villedieu-les-Poêles
- Caen E46